# Список умерших в 1299 году

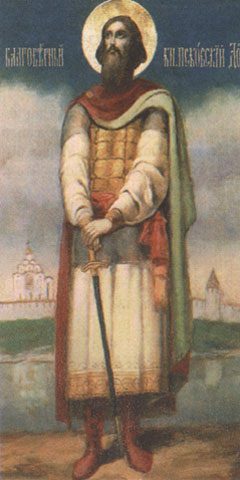
Довмонт

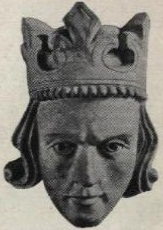
Эйрик II Магнуссон

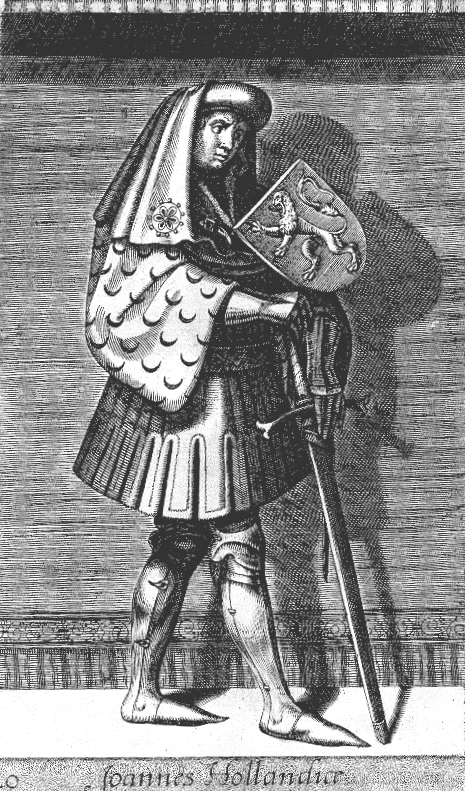
Ян I

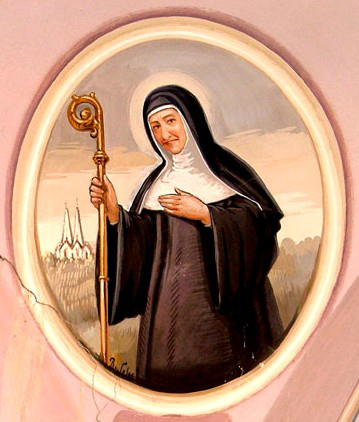
Мехтильда

В этой статье представлен список известных людей, умерших в 1299 году.
См. также: Категория:Умершие в 1299 году

## Январь
- 16 января — Аль-Мансур Ладжин — мамлюкский султан Египта из династии Бахритов (1297—1299), убит в результате заговора.

## Февраль
- 23 февраля — Раймондо делла Торре[англ.] — патриарх Аквилеи (1273—1299)

## Март
- 4 марта — Иоасаф Снетногорский — основатель и игумен Снетогорского монастыря, святой Русской православной церкви, убит ливонскими рыцарями.

## Май
- 10 мая — Чосва[англ.] — номинальный правитель Паганского царства (1289—1297), казнён
- 20 мая — Довмонт — Князь псковский литовского происхождения (1266—1299).
- 22 мая — Климент, епископ Русской православной церкви, архиепископ Новгородский.
- 29 мая — Джон Гиффард, английский аристократ, 1-й барон Гиффард (с 1295).

## Июнь
- 4 июня — Фредерик Лотарингский[фр.] — епископ Орлеана (1297—1299)

## Июль
- 15 июля — Эйрик II Магнуссон (30) — конунг Норвежской Державы (король Норвегии) (1280—1299).
- 24 июля — Эмихо I[нем.] — епископ Вормса (1293—1299)

## Август
- 1 августа — Конрад III фон Лихтенберг[англ.] — епископ Страсбурга (1273—1299)
- 15 августа — Генрих Неверский[англ.] — архиепископ Йоркский (1296—1299).
- 28 августа — Николас де Одли, английский аристократ, 1-й барон Одли (с 1297).

## Сентябрь
- 23 сентября — Николас де Нонанкур[итал.] — кардинал священник de S. Marcello (1294), кардинал-священник Сан-Лоренцо-ин-Дамазо (1294—1299)

## Октябрь
- 12 октября — Иоганн II[нем.] — сеньор Мекленбура (1264—1299)

## Ноябрь
- 10 ноября — Ян I — граф Голландии (1296—1299), последний представитель династии Герульфингов.
- 13 ноября — Оливер Саттон[англ.] — епископ Линкольна (1280—1299)
- 19 ноября — Мехтильда — монахиня-бенедиктинка, святая римско-католической церкви.

## Декабрь
- 9 декабря — Боэмунд I фон Варсенберг[англ.] — архиепископ Трира (1289—1299)
- 31 декабря:
  - Маргарита Анжуйская — дочь Карла II Анжуйского, графиня Анжу и графиня Мэна (1290—1299), первая жена Карла Валуа, мать короля Франции Филиппа VI;
  - Ральф Бассет — первый барон Бассет из Дрейтона, губернатор Эдинбургской крепости (1291—1296).

## Дата неизвестна или требует уточнения
- Абдуссамад Исфахани — персидский суфийский шейх
- Александр Мор[англ.] — шотландский дворянин, родоначальник клана Макалистер
- Александр Ог — правитель королевства Островов (1295—1299) из рода Макдональд, убит.
- Альбрехт I из Штернберка, моравский дворянин из панского рода Штернберков, родоначальник моравской ветви рода.
- Генрих II — граф Водемона (1279—1299)
- Ги III де Леви-Мирпуа[нем.] — сеньор Мирпуа из дома де Леви, соратник Карла Анжуйского, командир его рыцарей из Прованса, участник битвы при Беневенто (1266).
- Гонсало Гарсия Худьель[англ.] — епископ Куэнки (1272—1275), епископ Бургоса (1275—1280), архиепископ Толедо (1280—1298), кардинал-епископ Альбано (1298—1299)
- Готфрид Хаген[англ.] — немецкий чиновник, автор Рифмованной хроники Кёльна.
- Оливер Динхем, английский рыцарь, 1-й барон Динхем (с 1295).
- Зафар Хан — индийский генерал, погиб в битве с монголами
- Кассела[англ.] — итальянский композитор и певец, персонаж «Божественной комедии» Данте
- Лал Шахбаз Каландар — суфийский философ и поэт
- Людовик V де Шини[фр.] — граф Шини (1268—1299)
- Люсия — последняя графиня Триполи (1287—1289), титулярная княгиня Антиохии (1287—1299).
- Франческина Маджи, итальянская аристократка из рода Маджи, первая супруга народного капитана и сеньора Мантуи Гвидо.
- Майнхард фон Кверфурт — ландмейстер Тевтонского Ордена в Пруссии (1288—1299).
- Джованни II Малатеста, итальянский кондотьер, граф Сольяно и правитель Римини (до 1299) из рода Малатеста.
- Миклош I Кёсеги, крупный венгерский магнат, палатин Венгрии (1275, 1276—1277, 1284—1285, 1289, 1291, 1294—1295, 1296, 1297—1298), бан Славонии (1280—1281, 1287).
- Одериси да Губбио[англ.] — итальянский художник, персонаж «Божественной комедии» Данте.
- Педро Фернандес де Ихар, 1-й сеньор де Ихар (1268—1299).
- Уитцилиуитль старший[англ.] — тлатоани Мексики (1272—1299), принесён в жертву богам
- Фёдор Ростиславич Чёрный — князь Ярославский (ок. 1260—1299), родоначальник династии ярославских князей, первый князь можайский (1275—1299) и великий князь смоленский (1279—1297), святой православной церкви.
- Феодор Ангел — соправитель Фессалии (ок 1289—1299).
- Хуан Мате де Луна[исп.] — адмирал Кастилии
- Эйсо — король Рюкю (1260—1299)
- Энрике Кастильский[исп.] — инфант Кастилии, сын Санчо IV
- Юлиус III Кан[англ.] — испан Бараньи и Тольны (1294)
- Ярослав Романович — князь Пронский (1270—1294), великий князь рязанский (1294—1299)